# 그린란드어 위키백과

그린란드어 위키백과는 그린란드어로 운영되는 위키백과 언어판이다. 2003년 12월 26일에 시작되었다. 기호는 kl이다.